# Murray Archibald
John Murray Archibald (* 19. März 1917 in Carron; † 9. Januar 2006 in Falkirk) war ein schottischer Fußballspieler.

## Karriere
Archibald war für Kirkintilloch Rob Roy aktiv und kam im April 1938 von St Ninians Thistle zum FC Stenhousemuir, nachdem er drei Spiele als Testspieler bestritten hatte. Als Rechtsaußen vorgesehen,  erzielte er in der Saison 1938/39 neun Tore in 21 Einsätzen für den Zweitdivisionär. Nach einer Saison im schottischen Senior Football ließ er sich 1939 reamateurisieren um wieder im Junior Football spielen zu können, bei Bo’ness Cadora gehörte im Sommer 1939 auch sein Bruder Douglas zu den Neuzugängen, beide hatten zuvor bereits gemeinsam für St Ninians gespielt. Beim Wechsel wurden presseseitig als abgebende Klubs die Shawfield Juniors und der FC East Stirlingshire, die möglicherweise die Transferrechte besaßen, genannt.
Archibald diente im Zweiten Weltkrieg bei den Argyll and Sutherland Highlanders. Im Juni 1942 wurde er in den Nahen Osten versetzt, kämpfte in der Schlacht von El Alamein und wurde bei der folgenden Eroberung der Mareth-Linie leicht im Gesicht verwundet. Anfang 1943 erhielt er die Distinguished Conduct Medal, Mitte 1943 folgte eine Military Medal für seinen Einsatz in Nordafrika. Ende 1943 wurde er bei einer Abendveranstaltung in Falkirk für seine militärischen Auszeichnungen von seinem Arbeitgeber, dem metallverarbeitenden Betrieb R. & A. Main geehrt. Am 20. August 1944 erschien eine Schilderung Archibalds in der Sunday Post von Kämpfen in der Normandie, laut der er zwei deutsche Maschinengewehr-Stellungen auf einem Panzer stehend mit Handgranaten ausgeschaltet hat, während er dabei „To hell with the Fuehrer“ geschrien haben will.
Nach dem Zweiten Weltkrieg setzte Archibald seine Fußballerlaufbahn noch für einige Zeit, zunächst in Wales, fort. Er kam im März 1946 von Bangor City ursprünglich als Amateur zum AFC Wrexham und absolvierte vor der Wiederaufnahme des regulären Spielbetriebs zur Saison 1946/47 noch 7 Einsätzen (2 Tore) in den Ersatzwettbewerben. Ende August 1946 erhielt er von Trainer Tom Williams einen Profivertrag angeboten und kam einen Monat später bei einem 1:1-Unentschieden im heimischen Racecourse Ground gegen den AFC Barrow als Mittelstürmer zu seinem einzigen Pflichtspieleinsatz, er hatte in der Partie der Third Division North mit Tommy Gardner, Jesse McLarty, Norman Sharp und Tim Rogers die Sturmreihe gebildet. Der Vertrag wurde bereits Mitte Dezember 1946 wieder gelöst und Archibald kehrte im August 1947 zu East Stirlingshire zurück. Der Klub gewann in der Saison 1947/48 die Meisterschaft der C-Division der Scottish Football League.